# Алексеева, Татьяна Олеговна
Татья́на Оле́говна Алексе́ева (род. 16 декабря 1962, Кемерово, РСФСР, СССР) — российский общественный и политический деятель, президент Кузбасской торгово-промышленной палаты (1992—2011), депутат Государственной Думы Российской Федерации VI и VII созывов. Член фракции «Единая Россия», член комитета Госдумы по международным делам.

## Биография
В 1985 году окончила факультет романо-германской филологии Кемеровского университета (специальность «английский язык и литература») с квалификацией «филолог, преподаватель английского языка, переводчик». В 1985—1988 годах преподавала английский язык в средней школе № 84 (Кемерово).
В 1988—1991 годах — старший инженер Коммерческого центра Кемеровоглавснаба, руководитель бюро в г. Кемерово Красноярского отделения Торгово-промышленной палаты СССР, директор Кемеровского представительства Центрально-Сибирской Торгово-промышленной палаты.
В 1992—2011 — Президент, с 2011 года — председатель Правления Кузбасской торгово-промышленной палаты. С 2002 года входит в состав Правления торгово-промышленной палаты Российской Федерации (с 2011 года — член Президиума Правления).
Под руководством Т. О. Алексеевой Кузбасская ТПП выросла в динамично развивающуюся организацию, которая объединяет более 900 предприятий и организаций; по её инициативе в Кемеровской области была разработана и реализована региональная Программа по поддержке и развитию предпринимательства в г. Кемерово (1998—2001 гг.), в результате чего в Кемеровской области созданы системы бизнес-образования, бизнес-консультирования и микрокредитования малого и среднего бизнеса. При активном участии Кузбасской торгово-промышленной палаты в Кузбассе сформирована эффективная система поддержки и развития предпринимательства. Одним из показателей этого может служить динамика роста малых предприятий в Кузбассе: с 2011 по 2013 годы, по данным статистики, количество малых предприятий увеличилось с 29,3 тыс. до 34 тыс., их доля в ВРП возросла с 8,8 % до 12 %.
В 2007 году Администрация Кемеровской области делегировала Кузбасской ТПП часть функций по администрированию внешнеэкономической деятельности. В 2010 году Кузбасской ТПП под руководством Т. О. Алексеевой подготовлена Концепция развития внешнеэкономической и межрегиональной деятельности Кемеровской области на 2010—2025 годы, утверждённая коллегией Администрации Кемеровской области.
Концепция содержит основные задачи, направления и прогноз результатов развития внешнеэкономических и межрегиональных связей Кемеровской области на период до 2025 года.
С 1998 года — член Общественного экспертного Совета при администрации области по поддержке малого и среднего предпринимательства в регионе; была членом Общественного совета при Минрегионразвития РФ. С 2005 года — заместитель председателя Консультативного Совета по вопросам местного самоуправления и регионального развития Кемеровской области, с 2008 — заместитель председателя Комиссии по трудовым отношениям и пенсионному обеспечению.
Т. О. Алексеева трижды (в 2006, 2008, 2010) избиралась в Общественную палату России; была заместителем председателя Комиссии по вопросам конкурентоспособности, экономического развития и предпринимательства (2006—2007), заместителем председателя Комиссии по трудовым отношениям и пенсионному обеспечению (2008—2009), членом комиссии по региональному развитию и местному самоуправлению (2010—2011). Избиралась секретарём Общественной палаты Кемеровской области.
С 2010 года Т. О. Алексеева входит в состав «первой сотни» Президентского резерва управленческих кадров. Т. О. Алексеева — член комиссии Президиума Генерального совета Всероссийской политической партии «Единая Россия» по работе с обращениями граждан председателя партии Д. А. Медведева по Сибирскому федеральному округу.
С 4 декабря 2011 года — депутат Государственной Думы 6-го созыва, избрана по федеральному списку Всероссийской политической партии «Единая Россия»; член комитета по бюджету и налогам и фракции «Единая Россия». В 2012 году вступила в партию «Единая Россия».
В 2013 году координировала в Кемеровской области создание регионального отделения Общероссийского общественного движения «Народный фронт „За Россию“» (ОНФ). Является сопредседателем Кузбасского отделения Общероссийского народного фронта, членом Центральной ревизионной комиссии Общероссийского народного фронта.
Одной из значимых для системы ТПП законодательных инициатив Татьяны Алексеевой стало принятие в 2015 году обновленной редакции федерального закона «О торгово-промышленных палатах в Российской Федерации».

### Семья
Не замужем; воспитывает двух дочерей.

## Научная деятельность
В 2007 году защитила диссертацию на соискание учёной степени кандидата экономических наук. По данным сообщества Диссернет, диссертация Т. О. Алексеевой содержит масштабные недокументированные заимствования из нескольких кандидатских диссертаций.

### Избранные труды
- Алексеева Т. О. Формирование системы поддержки предпринимательского сектора экономики региона (на примере Кемеровской области) : Автореф. дис. … канд. экон. наук. — Кемерово, 2007. — 24 с.

Список научных работ дан на с. 24 автореферата.

## Законотворческая деятельность
В течение исполнения полномочий депутата Государственной Думы, с 2011 по 2019 год, выступила соавтором 84 законодательных инициатив и поправок к проектам федеральных законов.

## Награды
- Орден Почёта (2021) - за вклад в развитие парламентаризма, активную законотворческую деятельность и многолетнюю добросовестную работу в Госдуме VI и VII созывов.
- Орден Дружбы (2011) — за достигнутые трудовые успехи и многолетнюю добросовестную работу, активную общественную деятельность
- Благодарственное письмо Президента Российской Федерации (2004)
- Благодарность Председателя Государственной Думы С. Н. Нарышкина за активную законодательную и общественно-политическую деятельность (2012)

награды Кемеровской области
- медаль «За особый вклад в развитие Кузбасса» II (2006) и III степени (2001)[5]
- премия Кузбасса (2002) — за личный вклад в развитие Кузбасской ТПП[5]
- внесена в «Книгу почёта Сибири» (2002)[5]
- медаль «60 лет Кемеровской области» (2003)[5]
- медаль «За веру и добро» (2004)[5]
- орден «Доблесть Кузбасса» (2005)[5]
- почётный знак «Золотой знак „Кузбасс“» (2008)
- орден Почёта Кузбасса (2012)
- Золотой знак Совета народных депутатов Кемеровской области (2012)
- премия Фонда поддержки социально-экономического развития Кузбасса им. М.Волкова в номинации «Лучший руководитель — женщина»[5]
- грамоты Администрации Кемеровской области[5]

награды Торгово-промышленной палаты РФ
- Знак отличия Торгово-промышленной палаты России I (2011) и II степени (2003)
- почётный знак ТПП РФ и Диплом ТПП РФ (2008).

награды общественных организаций и РПЦ
- Почётный серебряный орден «Общественное признание» Национального фонда «Общественное призвание», Независимой организации «Гражданское общество» и Национального гражданского комитета по взаимодействию с правоохранительными, законодательными и судебными органами.
- Орден святой преподобной Евфросинии Московской — награда Русской Православной церкви (2012) — за особый вклад в дело укрепления духовно-нравственных традиций в обществе, развития социального служения Русской Православной Церкви, церковно-общественной деятельности, за развитие церковно-государственных отношений.